# Simone Raineri
Simone Raineri (Bozzolo, 7 febbraio 1977) è un canottiere italiano, che gareggia per le Fiamme Gialle, vincitore della medaglia d'oro ai Giochi di Sydney del 2000 e della medaglia d'argento ai Giochi di Pechino del 2008, entrambi nel quattro di coppia.Una volta terminata la carriera agonistica, è diventato uno dei tecnici della Canottieri Baldesio di Cremona. Durante la sua attività sportiva, grazie alla notevole prestanza fisica, è comparso in alcune campagne pubblicitarie famose.

## Palmarès
- Olimpiadi

Sydney 2000: oro nel 4 di coppia con Agostino Abbagnale, Rossano Galtarossa e Alessio Sartori
Pechino 2008: argento nel 4 di coppia con Rossano Galtarossa, Simone Venier e Luca Agamennoni.
- Campionati del mondo di canottaggio

2001 - Lucerna: bronzo nel 4 di coppia.
2002 - Siviglia: bronzo nel 4 di coppia.
2010 - Cambridge: argento nel 4 di coppia.
- Campionati europei di canottaggio

2007 - Poznań: argento nel 4 di coppia.
- Giochi del Mediterraneo

2005 - Almería: oro nel singolo.